# (74370) Kolářjan
(74370) Kolářjan es un asteroide que forma parte del cinturón de asteroides y fue descubierto por Miloš Tichý y Jana Tichá el 9 de diciembre de 1998 desde el Observatorio Kleť, cerca de České Budějovice, República Checa.

## Designación y nombre
Recibió inicialmente la designación de 1998 XJ. Fue nombrado por Jan Kolář (n. 1944) quien comenzó en 1975 su carrera profesional en el campo de la teledetección por satélite. Desde mediados de los años 90 participó activamente en la construcción de las relaciones entre Chequia y la ESA y contribuyó significativamente a la creación de la Oficina Espacial Checa.

## Características orbitales
Kolářjan orbita a una distancia media de 2,791 ua del Sol, pudiendo acercarse hasta 2,108 ua y alejarse hasta 3,474 ua. Tiene una inclinación orbital de 10,041 grados y una excentricidad de 0,245. Emplea 1703,29 días en completar una órbita alrededor del Sol.
Los próximos acercamientos a la órbita e Júpiter ocurrirán el 3 de octubre de 2058, el 11 de noviembre de 2081 y el 12 de enero de 2105.

## Características físicas
La magnitud absoluta de Kolářjan es 15,49. Tiene 6,415 km de diámetro y su albedo se estima en 0.036.